# Francesco Mastrogiovanni
Francesco Mastrogiovanni (10 octobre 1951 -  4 août 2009, Vallo della Lucania) est un anarchiste italien. Maître élémentaire de profession.
En 1972, il a été parmi les accusés dans le procès pour la mort de Carlo Falvella, mais il est surtout connu pour sa mort, survenue à la suite d’une réclusion forcée, motivée par traitement médical obligatoire, qui a duré 87 heures au service psychiatrique de diagnostic et de soins de l’hôpital "San Luca" de Vallo della Lucania. Pendant 83 heures, il est resté dans un état de contrainte physique (mains et pieds attachés à un lit) et privé de nourriture et d’eau,,,,.